# Мшана (Львовская область)
Мшана (укр. Мшана) — село в Городокской городской общине Львовского района Львовской области Украины.
Население по переписи 2001 года составляло 2821 человек. Занимает площадь 14,33 км². Почтовый индекс — 81512. Телефонный код — 3231.